# Championnat d'Europe masculin de volley-ball 1979
Navigation
Finlande 1977 Bulgarie 1981
Le 11e championnat d'Europe masculin de volley-ball s'est déroulé du 5 au 13 octobre 1979 à Paris (France).

## Équipes présentes
- Allemagne de l'Est
- Belgique
- Bulgarie
- France
- Grèce
- Hongrie
- Italie
- Pologne
- Roumanie
- Tchécoslovaquie
- URSS
- Yougoslavie

## Composition des poules
| Poule A                                      | Poule B                                               | Poule C                                                            |
| -------------------------------------------- | ----------------------------------------------------- | ------------------------------------------------------------------ |
| Site : Nantes Grèce Hongrie URSS Yougoslavie | Site : Saint-Quentin Belgique Bulgarie Italie Pologne | Site : Toulouse Allemagne de l'Est France Roumanie Tchécoslovaquie |

## Phase préliminaire

### Poule A -Nantes

#### Classement
| # | Équipe      | Pts | J | G | P | Sp | Sc | Ratio | Pp  | Pc  | Ratio |
| - | ----------- | --- | - | - | - | -- | -- | ----- | --- | --- | ----- |
| 1 | URSS        | 6   | 3 | 3 | 0 | 9  | 2  | 4.5   | 157 | 103 | 1.524 |
| 2 | Yougoslavie | 5   | 3 | 2 | 1 | 8  | 4  | 2     | 169 | 140 | 1.207 |
| 3 | Hongrie     | 4   | 3 | 1 | 2 | 3  | 7  | 0.429 | 106 | 131 | 0.809 |
| 4 | Grèce       | 3   | 3 | 0 | 3 | 2  | 9  | 0.222 | 107 | 165 | 0.648 |

### Poule B -Saint-Quentin

#### Classement
| # | Équipe   | Pts | J | G | P | Sp | Sc | Ratio | Pp  | Pc  | Ratio |
| - | -------- | --- | - | - | - | -- | -- | ----- | --- | --- | ----- |
| 1 | Pologne  | 6   | 3 | 3 | 0 | 9  | 3  | 3     | 171 | 124 | 1.379 |
| 2 | Italie   | 5   | 3 | 2 | 1 | 7  | 5  | 1.4   | 155 | 147 | 1.054 |
| 3 | Bulgarie | 4   | 3 | 1 | 2 | 5  | 8  | 0.625 | 167 | 172 | 0.971 |
| 4 | Belgique | 3   | 3 | 0 | 3 | 4  | 9  | 0.444 | 132 | 182 | 0.725 |

### Poule C -Toulouse

#### Classement
| # | Équipe             | Pts | J | G | P | Sp | Sc | Ratio | Pp  | Pc  | Ratio |
| - | ------------------ | --- | - | - | - | -- | -- | ----- | --- | --- | ----- |
| 1 | Tchécoslovaquie    | 5   | 3 | 2 | 1 | 8  | 5  | 1.6   | 178 | 138 | 1.29  |
| 2 | France             | 5   | 3 | 2 | 1 | 8  | 5  | 1.6   | 164 | 149 | 1.101 |
| 3 | Roumanie           | 5   | 3 | 2 | 1 | 7  | 5  | 1.4   | 148 | 138 | 1.072 |
| 4 | Allemagne de l'Est | 3   | 3 | 0 | 3 | 1  | 9  | 0.111 | 86  | 151 | 0.57  |

## Phase finale

### Poule 1 à 6 -Paris

#### Classement
| # | Équipe          | Pts | J | G | P | Sp | Sc | Ratio | Pp  | Pc  | Ratio |
| - | --------------- | --- | - | - | - | -- | -- | ----- | --- | --- | ----- |
| 1 | URSS            | 5   | 3 | 5 | 0 | 15 | 3  | 5     | 256 | 201 | 1.274 |
| 2 | Pologne         | 5   | 3 | 4 | 1 | 12 | 6  | 2     | 240 | 177 | 1.356 |
| 3 | Yougoslavie     | 5   | 3 | 3 | 2 | 11 | 9  | 1.222 | 248 | 238 | 1.042 |
| 4 | France          | 5   | 3 | 2 | 3 | 9  | 12 | 0.75  | 228 | 263 | 0.867 |
| 5 | Italie          | 5   | 3 | 1 | 4 | 7  | 12 | 0.583 | 222 | 249 | 0.892 |
| 6 | Tchécoslovaquie | 5   | 3 | 0 | 5 | 3  | 15 | 0.2   | 182 | 248 | 0.734 |

### Classement 7 à 12 -Nancy

#### Classement
| #  | Équipe             | Pts | J | G | P | Sp | Sc | Ratio | Pp  | Pc  | Ratio |
| -- | ------------------ | --- | - | - | - | -- | -- | ----- | --- | --- | ----- |
| 7  | Roumanie           | 10  | 5 | 5 | 0 | 15 | 2  | 7.5   | 253 | 158 | 1.601 |
| 8  | Hongrie            | 9   | 5 | 4 | 1 | 13 | 7  | 1.857 | 262 | 242 | 1.083 |
| 9  | Allemagne de l'Est | 7   | 5 | 2 | 3 | 8  | 9  | 0.889 | 202 | 204 | 0.99  |
| 10 | Bulgarie           | 7   | 5 | 2 | 3 | 9  | 13 | 0.692 | 276 | 285 | 0.968 |
| 11 | Belgique           | 6   | 5 | 1 | 4 | 6  | 12 | 0.5   | 197 | 243 | 0.811 |
| 12 | Grèce              | 6   | 5 | 1 | 4 | 5  | 13 | 0.385 | 198 | 256 | 0.773 |

## Palmarès
| Place                      | Équipe             |
| -------------------------- | ------------------ |
| Médaille d'or, Europe      | URSS               |
| Médaille d'argent, Europe  | Pologne            |
| Médaille de bronze, Europe | Yougoslavie        |
| 4                          | France             |
| 5                          | Italie             |
| 6                          | Tchécoslovaquie    |
| 7                          | Roumanie           |
| 8                          | Hongrie            |
| 9                          | Allemagne de l'Est |
| 10                         | Bulgarie           |
| 11                         | Belgique           |
| 12                         | Grèce              |